# Đường Mỹ Phước – Tân Vạn
Đường Mỹ Phước – Tân Vạn là tuyến đường giao thông kết nối khu công nghiệp Mỹ Phước tại tỉnh Bình Dương với tỉnh Đồng Nai và Thành phố Hồ Chí Minh, Việt Nam.

## Lộ trình
Đường Mỹ Phước – Tân Vạn tổng chiều dài là 62 km. Điểm đầu tại Ngã ba Tân Vạn (Quốc lộ 1), phường Bình Thắng, thành phố Dĩ An. Điểm cuối tại trước Trung tâm hành chính huyện Bàu Bàng (Quốc lộ 13) thuộc thị trấn Lai Uyên.

## Lịch sử
Ý tưởng xây dựng đường Mỹ Phước – Tân Vạn được hình thành từ hơn 10 năm trước.
Đường Mỹ Phước – Tân Vạn được khởi công từ năm 2009 với tổng vốn đầu tư khoảng 4.300 tỷ đồng do Tổng Công ty Becamex IDC làm chủ đầu tư. Đoạn Mỹ Phước – Tân Vạn dài 42 km đã hoàn thành và thông xe vào năm 2015. Đến cuối năm 2021, đoạn Bàu Bàng – Mỹ Phước dài 20 km cũng được hoàn thành và tuyến đường được thông xe toàn tuyến.
Đây là tuyến đường quan trọng kết nối trung tâm Thành phố mới Bình Dương (tỉnh Bình Dương) với thành phố Biên Hòa (tỉnh Đồng Nai), tỉnh Bà Rịa – Vũng Tàu và Thành phố Hồ Chí Minh, vận chuyển hàng xuất khẩu từ các khu công nghiệp ở Bình Dương về các cảng ở Sài Gòn và Đồng Nai nhằm giảm tải cho Quốc lộ 13 và Tỉnh lộ 743, toàn tuyến có 5 cầu vượt, 3 nút giao và quy mô 8 làn xe.
Đường Mỹ Phước – Tân Vạn tổng chiều dài là 62 km. Trong đó:
- Giai đoạn 1 dài 42 km: Từ Quốc lộ 1 đến thành phố Bến Cát, đưa vào hoạt động từ năm 2015.
- Giai đoạn 2 dài 20 km: Từ thành phố Bến Cát đến Trung tâm hành chính Bàu Bàng, có chiều rộng 61m, 10 làn và đưa vào hoạt động từ năm 2021.

Đường Mỹ Phước – Tân Vạn có một phần trùng với dự án đường Vành đai 3 Thành phố Hồ Chí Minh, ngoài ra còn kết nối với các trục giao thông như: Đường Hồ Chí Minh, Quốc lộ 1, Quốc lộ 1K,...
Sở Giao thông vận tải Bình Dương cho biết, đường Vành đai 3 Thành phố Hồ Chí Minh, đoạn qua địa bàn tỉnh Bình Dương có chiều dài 26,06 km. Trong đó, đoạn trùng với đường Mỹ Phước – Tân Vạn dài 15,3 km (đã được xây dựng với quy mô 6 làn xe ô tô). Đoạn chưa đầu tư dài 10,76 km.